# Odds
För spelformen hos Svenska Spel, se Oddset.
Odds är ett begrepp som används för sannolikhet med lite olika definition inom vadslagning och matematisk statistik.
- Inom statistiken anger oddset hur troligt det är att en händelse inträffar.
- Inom vadslagning beskriver oddset proportionen mellan vinst och insats. Det bestäms av spelarna eller spelbolag baserat bland annat på befintliga insatser, tidigare resultat eller matematisk statistik.

## Odds inom vadslagning
Odds används inom vadslagning för proportionen mellan vinst och insats. Ett högre odds ger mer pengar i vinst men är också mer osannolikt. Odds ges av en bookmaker eller annat spelbolag. Odds ges som antingen fasta eller flytande. Fasta odds innebär att spelbolaget i förväg gjort en bedömning om hur sannolika de olika utfallen är och flytande innebär att oddsen ändras beroende på hur många som spelar på ett visst alternativ. Det finns flera olika sätt att beteckna odds.

### Europeiska odds/Decimalodds
Europeiska odds, även kallat decimalodds, är ett tal som anger hur mycket man får tillbaka per satsad enhet. 
Exempel: 1,5 betyder att om man satsar 100 kr så får man tillbaka 1,5 x 100 kr = 150 kr om man vinner, det vill säga de ursprungliga 100 kr plus ytterligare 50 kr i vinst.

### Brittiska odds
Brittiska odds, även kallat traditionella odds, visar oddsen som ett bråktal.  
Exempel: 4/1 (eller "4:1", "4 mot 1") anger  att man får 4 kronor tillbaka per satsad krona plus sin insats tillbaka om man vinner, totalt 5 kronor tillbaka.

### Amerikanska odds
Amerikanska odds, även kallat moneyline odds, är ett tal med ett plus eller minus framför sig. Om det är ett plus så anger talet hur mycket spelaren vinner om spelaren satsar 100. Om det är ett minus så anger talet hur mycket spelaren måste satsa för att vinna 100. 
Exempel: +300 betyder att spelaren vinner 300 om spelaren satsar 100, plus att spelaren får insatsen tillbaka, totalt 400 tillbaka.
Exempel: -300 betyder att spelaren måste satsa 300 för att vinna 100, plus din insats tillbaka, totalt 400 tillbaka.

### Asiatiska odds
Asiatiska odds anger hur mycket spelaren får i utdelning per satsad enhet.
Exempel: Ett odds på 0.50 innebär att om en insats på 100 kronor ger 50 kronor i utdelning.

### Jämförelse mellan odds inom vadslagning
Tabellen visar motsvarande odds i de olika systemen. Sannolikheten anger den sannolikhet för vinst vid vilken spelbolaget/spelaren går jämnt ut. I verkligheten saknas detta direkta samband mellan odds och sannolikhet eftersom spelbolagen sätter oddset så att de får en vinst.
| Europeiska odds | Brittiska odds | Amerikanska odds | Sannolikhet |
| --------------- | -------------- | ---------------- | ----------- |
| 1.2             | 1:5            | -500             | 83.33%      |
| 1.5             | 1:2            | -200             | 66.67%      |
| 2               | 1:1            | -100             | 50%         |
| 2.5             | 3:2            | +150             | 40%         |
| 3               | 2:1            | +200             | 33.33%      |
| 3.5             | 5:2            | +250             | 28.57%      |
| 4               | 3:1            | +300             | 25%         |
| 5               | 4:1            | +400             | 20%         |
| 10              | 9:1            | +900             | 10%         |

## Odds som statistiskt begrepp
Odds inom statistik anger hur troligt det är att en händelse inträffar.  Oddset för att en viss händelse E sker är kvoten mellan antal fall där E inträffar och antal fall där E inte inträffar. Oddset kan antingen skrivas som ett bråktal (exempel 1/4 eller 1:4) eller som ett decimaltal (exempel 0.25).
{\displaystyle odds={{\text{Antal fall där E inträffar}} \over {\text{Antal fall där E inte inträffar}}}}
det vill säga "odds = antal gynnsamma fall dividerat med antal ogynnsamma fall

Exempel: Oddset att slå en sexa med en tärning är 1/5 vilket även kan skrivas 1:5 eller 0.2

Oddset skiljer sig från sannolikheten som beräknas enligt: Sannolikhet = Antal fall där E inträffar / Antal möjliga fall

### Omvandling mellan odds och sannolikhet inom statistik
För att omvandla sannolikheten till odds kan man använda följande formel:
{\displaystyle odds={sannolikheten \over {1-sannolikheten}}}
Om man vill räkna andra vägen, omvandla odds till sannolikhet räknar man enligt följande:
{\displaystyle sannolikheten={odds \over {1+odds}}}
Denna tabell visar motsvarande värden för odds och sannolikhet.
| Odds | Sannolikhet |
| ---- | ----------- |
| 0.1  | 9,09%       |
| 0.5  | 33,33%      |
| 0.8  | 44,44%      |
| 1.0  | 50%         |
| 1.1  | 52,38%      |
| 1.5  | 60%         |
| 2.0  | 66,67%      |
| 3.0  | 75%         |
| 4.0  | 80%         |